# Кузьмина, Светлана Ивановна
Светлана Ивановна Кузьмина (р. 12 октября 1946, Пярну, Эстонская ССР) — российский политический и общественный деятель.

## Биография
В 1968 году окончила Куйбышевский институт связи.
С 1968 по 1978 годы работала инженером в Куйбышевском отделении научно-исследовательского института радио (КОНИИР).
С 1978 года работала в Центральном Специализированном конструкторское бюро (ЦСКБ). В ЦСКБ занималась вопросами автоматики систем приземления космических аппаратов. За создание космической техники для народного хозяйства награждена медалью ВДНХ.
В октябре 1991 года С. И. Кузьмина вступила в КПРФ. Вела общественную работу как председатель «Конгресса советских женщин Самарской области», учредитель комитета «Чечня» Самарской области, член Правления Самарского регионального отделения Народно-патриотического союза России, председатель Самарского отделения ООД «Всероссийский женский союз» — «Надежда России».
20 июня 1999 года была захвачена вместе с журналистом Виктором Петровым чеченскими боевиками и более двух лет провела в плену в качестве заложника.
В 2001 году избрана депутатом Самарской Губернской Думы по Кировскому избирательному округу № 5.
В 2006 году вышла из КПРФ.
В 2008 году вышла книга Кузьминой, документальная повесть «Два года в аду» рассказывающая о событиях чеченской войны. В центре повести — история плена Кузьминой.

## Чеченский плен
Личность Светланы Кузьминой привлекла внимание общественности с момента её более чем двухлетнего пленения в Чечне, в котором ей пришлось пройти через издевательства, пытки и насилия. «Вместе с Витей мы голодали, нас били палками … Боевик шептал мне: „Поднимайся, а то мы будем вынуждены тебя зарезать“»
Светлана Кузьмина исчезла 25 июня 1999 года в Чечне, куда она отправилась на поиски пропавшего солдата-срочника, сына жительницы Самары Н. А. Чегодаевой
Похитила Кузьмину группа родственников-шаамиюртовцев, организатором захвата являлся известный полевой командир и работорговец Ирисханов. Вместе с ней в плену в разное время находились ещё четыре заложника: журналист Виктор Петров, француз Брис Флетье (Brice Fletieux), Александр Руденко с Украины и Александр Терентьев — правозащитник из Москвы. Почти все время её держали вместе с самарским журналистом Виктором Петровым и московским правозащитником Александром Терентьевым. После того как бандиты замучили и убили Терентьева, а позже удалось бежать Петрову, Светлана Кузьмина осталась наедине с бандитами. Первое время плена бандиты заставили Светлану Кузьмину звонить в Москву в штаб движения солдатских матерей и сообщать, что за освобождение заложников требуют $3 млн. В ноябре сумма выкупа сократилась до $1 млн, а к Новому году — до $30 тыс., но сначала была поставлена чёткая сумма — 3 млн долларов за двоих. Это было даже больше, чем за журналистов НТВ. Тогда же вышли на связь с миротворческой миссией генерала Лебедя, там им пообещали найти только по 50 тысяч за каждого. О таких деньгах чеченцы даже говорить не хотели. Потом и таких денег найти не смогли.
Надежда на освобождение забрезжила после того, как судьбой Кузьминой озаботилась Луиза Исламова — жена авторитетного чеченского полевого командира Лечи Исламова. Она пообещала подключить свои связи и освободить заложницу в обмен на свободу для своего мужа, ожидавшего суда в Лефортовском СИЗО Москвы. К этому она привлекла бывшего представителя Аслана Масхадова при МВД России Саид-Селима Бациева и журналиста «Новой газеты» Вячеслава Измайлова. Измайлов, являющийся одним из свидетелей по делу Лечи Исламова, пообещал его жене изменить свои показания в суде нужную для Исламова сторону, если она в свою очередь поможет освободить Светлану Кузьмину, что и было сделано на суде как Измайловым, так и Кузьминой, кстати, следователи ФСБ пообещали «авторитету», что спасение госпожи Кузьминой зачтётся при вынесении приговора. Написала ходатайство для суда с просьбой учесть заслуги подсудимого и сама «кавказская пленница», а журналист «Новой газеты» майор Вячеслав Измайлов, проходящий одним из главных свидетелей по делу о похищении чекистов, вообще отказался от показаний на Лечи Исламова.
Впоследствии некоторые из участников похищения в разное время были задержаны, криминальный авторитет Лечи Исламов (Борода) скоропостижно скончался на этапе. Периодически СМИ освещали события вокруг Светланы Кузьминой и Виктора Петрова. «Российская Газета» в большой статье описала путь Кузьминой в заложники, Вячеслав Измайлов говорил, что Светлана Кузьмина была последней пленной, которую он смог вытащить.
Светлана Кузьмина не разделяет чувства Виктора Петрова к чеченцам и говорит следующее:

У меня нет ненависти к чеченцам — только горечь, что такое стало возможно и в моей судьбе, и вообще в нашей стране.

## Политическая деятельность
После освобождения из плена Кузьмина сразу же включилась в политическую борьбу в качестве кандидата в депутаты Самарской Губернской Думы третьего созыва, до плена она также, преодолевая в очередной раз негативное отношение бывших соратников, хотела баллотироваться в Госдуму, но обстоятельства сложились иначе. Теперь её предвыборную гонку сопровождали обвинения областной избирательной комиссии в фальсификации подписных листов и делались попытки отстранения кандидата от дальнейшего участия в выборах. Виктор Петров участвовал в тех же выборах, но, в отличие от Кузьминой, неудачно. Победив на выборах, Светлана Кузьмина вошла, в числе других коммунистов, в команду Георгия Лиманского, который на тот момент был мэром Самары, составив серьёзную оппозицию ставленникам главы областной администрации Константина Титова.
В 2002 году Светлана Кузьмина ведёт активную законотворческую и судебную деятельность, успешно оспаривает в Верховном Суде Российской Федерации законы, принятые Самарской Губернской Думой
В 2004 году Светлана Кузьмина рассчитывала стать мэром Сызрани, Кузьмина также считала, что ей препятствовали стать мэром, распространяя клевету, например, Кузьмину упрекали в желании незаконно получить квартиру. Шансы Кузьминой стать мэром города оценивались как достаточно высокие, потому что в декабре прошлого года на выборах депутатов Госдумы РФ в Сызранском округе она набрала 30 % голосов избирателей, уступив мандат Владимиру Мокрому (52 %). Примечательно, что Светлана Кузьмина не проживает в Сызрани, и никогда раньше с этим городом её ничего не связывало. Светлана Кузьмина активно выступала против того, что губернатор Константин Титов и представители местного крупного капитала проводят в думу своих людей, назвав такие действия беспределом и засильем олигархии, параллельно поддерживая мэра Георгия Лиманского.
В 2005 на Кузьмину подал в суд «товарищ по плену» Виктор Петров, обвинив её в том, что ещё в предвыборной борьбе за депутатство Самарской губернской думы она сообщала общественности ложную информацию о своей успешной миссии по освобождению из чеченского плена российских солдат, тогда как, по утверждению Петрова, на самом деле не освободила ни одного, сама в результате попала в плен и его втянула в авантюру — и вся её деятельность в Чечне изначально была предвыборным пиаром. Кузьмина не замедлила с ответом и сообщила, в частности, что Петров напросился в командировку сам, в плену никогда ей не помогал, по приказу боевиков зарывал её живьем, безуспешно пытался насиловать и подставил её, трусливо сбежав и оставив одну на растерзание боевикам. Виктор Петров, который через год стал директором информационного агентства, созданного по инициативе губернатора Самарской области, опроверг обвинения. Необычный процесс «Виктор Петров против Светланы Кузьминой» проходил в суде Советского района Самары.
В декабре 2006 года Светлана Кузьмина заявила о своём выходе из рядов КПРФ по причине непонимания линии партии, тогда как ещё в мае 2006 Кузьмина была активной участницей КПРФ, проводила пикеты сопротивления на пути гастролеров из НАТО. Позже Кузьмина пояснила, что решение о выходе из партии она приняла из-за «систематической травли со стороны обкома КПРФ и недоверии к ней со стороны однопартийцев» вообще и главы областных коммунистов Валентина Романова, в частности. В том же 2006 году Кузьмина сказала, что «мы стоим сейчас на пороге третьей мировой войны, поэтому с национальным вопросом надо быть поосторожнее».
В 2007 году Светлана Кузьмина подтвердила, что региональное отделение партии «Патриотов России», возглавлял которую руководитель региональной армянской общины бизнесмен Артур Мартиросян, дважды предлагало ей возглавить самарское отделение партии.
В 2016 году выдвигалась в кандидаты Госдумы РФ 7-го созыва от Коммунистов России по региональной группе Самарская.